# La Victoria, Santa Cruz Itundujia
La Victoria är en ort i Mexiko.   Den ligger i kommunen Santa Cruz Itundujia och delstaten Oaxaca, i den sydöstra delen av landet, 300 km söder om huvudstaden Mexico City. La Victoria ligger 1 269 meter över havet och antalet invånare är 330.
Terrängen runt La Victoria är lite bergig. Runt La Victoria är det glesbefolkat, med 10 invånare per kvadratkilometer. Närmaste större samhälle är Santa Cruz Itundujia, 18,2 km nordost om La Victoria. I omgivningarna runt La Victoria växer i huvudsak städsegrön lövskog.